# مارينا أوزوالد بورتر
مارينا أوزوالد بورتر (بالإنجليزية: Marina Oswald Porter)‏ (و. 1941 – م) هي صيدلية من الاتحاد السوفيتي ولدت في سفيرودفينسك.

## روابط خارجية
- مارينا أوزوالد بورتر على موقع IMDb (الإنجليزية)